# Mujer desnuda subiendo la escalera
 Mujer desnuda subiendo la escalera es un dibujo hecho con lápiz y carbón sobre cartulina realizada por Joan Miró el 1937 y que actualmente forma parte de la colección permanente de la Fundación Joan Miró de Barcelona.

## Historia

Eadweard Muybridge:Woman Walking Downstairs, de 1887, obra que a su vez inspiró a Marcel Duchamp.

Se trata de una obra hecha por Joan Miró en plena guerra civil española. Instalado en París comenzó a asistir a clases de dibujo al natural en la escuela de la Grande Chaumière. Miró recuperó la representación de la figura humana en un momento en que acusaba el drama que vivía su país. Este sentimiento se adivina a través de las formas torturadas de esta Mujer desnuda subiendo la escalera. También son de esta época obras como Natura morta del Sabatot y Aidez l'Espagne, entre otras.

## Descripción
La obra muestra a una mujer dibujada con mucho realismo y dramatismo, con una nariz exageradamente grande de donde sale unas pequeñas protuberancias o cuernos. Al fondo a la derecha, se ve una especie de ventana o recuadro donde entran rayos de luz. La mujer estira el brazo derecho intentando coger una escalera, símbolo que Miró utiliza en varias obras para representar la evasión. Los genitales de la mujer, como Hombre y mujer ante un montón de excrementos, están muy marcados. Esta obra está relacionada con Nude Descending a Staircase, No. 2, hecha por Marcel Duchamp.

## Análisis
La figura, tratada con un claroscuro que contrasta con la estilización de los demás elementos, es la expresión de la agresividad instintiva, ya la vez de la vulnerabilidad del ser humano. Siempre atento a las aportaciones artísticas, Miró no puede ignorar, al representar una mujer subiendo la escalera, el papel provocador que tuvo en el arte de comienzos del siglo XX con Nude Descending a Staircase, No. 2 de Marcel Duchamp. La mujer de Miró quiere volver quiere volver a la posición originaria, pero si Marcel Duchamp capta en la trayectoria la mecánica del movimiento, Miró ilumina un espíritu cansado y afligido.
 Jordi Clavero]],

## Exposiciones
| Inicio     | Final      | Exposición                                     | Lugar                                             | Ciudad              | Ref    |
| ---------- | ---------- | ---------------------------------------------- | ------------------------------------------------- | ------------------- | ------ |
| 1964       | 1964       |                                                | Tate Gallery                                      | Londres             | [ 6 ]  |
| 1964       | 1964       |                                                | Kuntshaus                                         | Zúrich              | [ 6 ]  |
| 20/09/1978 | 22/01/1979 | Dessins de Miró                                | Centre Georges Pompidou                           | París               | [ 7 ]  |
| 01/06/1980 | 31/10/1980 |                                                | Palacio de Velázquez                              | Madrid              |        |
| 21/11/1986 | 01/02/1987 |                                                | Kuntshaus                                         | Zúrich              | [ 8 ]  |
| 14/02/1987 | 20/04/1987 |                                                | Städtische Kuntshalle                             | Düsseldorf          | [ 8 ]  |
| 24/11/1988 | 15/01/1999 | Impactes. Joan Miró 1929-1941                  | Fundació Joan Miró                                | Barcelona           | [ 9 ]  |
| 03/02/1989 | 23/04/1989 | Joan Miró: Paintings & Drawings 1929-1941      | White Chapel Art Gallery                          | London              | [ 10 ] |
| 04/07/1990 | 14/10/1990 |                                                | Fundación Maeght                                  | Saint-Paul de Vence | [ 11 ] |
| 20/04/1993 | 30/08/1993 |                                                | Fundació Joan Miró                                | Barcelona           | [ 12 ] |
| 06/10/1993 | 11/01/1994 |                                                | Museum of Modern Art                              | New York            | [ 13 ] |
| 11/02/1995 | 17/04/1995 |                                                | Städtische Kuntshalle                             | Düsseldorf          |        |
| 12/05/1995 | 16/07/1995 |                                                | Kunsthalle Wien                                   | Viena               |        |
| 28/07/1995 | 22/10/1995 |                                                | Galleria d'Arte Moderna e Contemporánea de Verona | Verona              |        |
| 26/02/1996 | 05/05/1996 |                                                | CCCB                                              | Barcelona           |        |
| 07/06/1997 | 11/11/1997 | Miró, ceci est la couleur de mes rêves         | Fundación Pierre Gianadda                         | Martigny            | [ 14 ] |
| 15/05/1998 | 30/08/1998 | Joan Miró. Creator of new worlds               | Moderna Museet                                    | Estocolmo           | [ 15 ] |
| 18/09/1998 | 10/01/1999 | Joan Miró. Creator of new worlds               | Louisiana Museum of Modern Art                    | Humlebaek           | [ 16 ] |
| 04/07/2000 | 05/11/2000 |                                                | Fundación Maeght                                  | Saint-Paul de Vence |        |
| 23/10/2001 | 27/01/2002 | Rèquiem per les escales                        | CCCB                                              | Barcelona           | [ 17 ] |
| 06/03/2002 | 24/06/2002 | La Révolution surréaliste                      | Centre Georges Pompidou                           | París               | [ 18 ] |
| 20/07/2002 | 24/11/2002 |                                                | Kuntsammlung Nordrheim-Westfalen                  | Düsseldorf          |        |
| 25/11/2004 | 06/02/2005 | Joan Miró. Arquitectura d'un llibre            | Fundació Joan Miró                                | Barcelona           | [ 19 ] |
| 25/10/2007 | 27/01/2008 | 'Joan Miró. 1956-1983 Sentiment, emoció i gest | Fundació Joan Miró                                | Barcelona           | [ 20 ] |
| 14/04/2011 | 11/09/2011 | Miró.                                          | Tate                                              | Londres             | [ 21 ] |
| 15/10/2011 | 18/03/2011 | Miró i l'escala de l'evasió.                   | Tate, Fundació Joan Miró                          | London i Barcelona  | [ 22 ] |
| 06/05/2012 | 12/08/2012 |                                                | National Gallery of Art                           | Washington          | [ 23 ] |